# Poecilopachys jenningsi
Poecilopachys jenningsi là một loài nhện trong họ Araneidae.
Loài này thuộc chi Poecilopachys. Poecilopachys jenningsi được William Joseph Rainbow miêu tả năm 1899.